# 蘇斯利夫卡 (里普基區)
51°56′29″N 30°51′23″E / 51.94139°N 30.85639°E
蘇斯利夫卡（烏克蘭語：Суслівка），是烏克蘭北部的村莊，隸屬切爾尼希夫州的切爾尼希夫區。該村處於索日河畔，始建於1721年，面積0.94平方公里，海拔高度112米，2001年人口52。